# Distrito electoral de Taylor (condado de Loup, Nebraska)
Taylor (en inglés: Taylor Precinct) es un distrito electoral ubicado en el condado de Loup en el estado estadounidense de Nebraska. En el Censo de 2010 tenía una población de 216 habitantes y una densidad poblacional de 0,81 personas por km².

## Geografía
Taylor se encuentra ubicado en las coordenadas 41°53′52″N 99°30′35″O / 41.89778, -99.50972. Según la Oficina del Censo de los Estados Unidos, Taylor tiene una superficie total de 267.47 km², de la cual 267.01 km² corresponden a tierra firme y (0.17%) 0.46 km² es agua.

## Demografía
Según el censo de 2010, había 216 personas residiendo en Taylor. La densidad de población era de 0,81 hab./km². De los 216 habitantes, Taylor estaba compuesto por el 98.15% blancos, el 0% eran afroamericanos, el 0.46% eran amerindios, el 0% eran asiáticos, el 0% eran isleños del Pacífico, el 1.39% eran de otras razas y el 0% pertenecían a dos o más razas. Del total de la población el 1.39% eran hispanos o latinos de cualquier raza.